# Het statige standbeeld
Het statige standbeeld is het honderdvierentwintigste stripverhaal uit de reeks van Suske en Wiske. Het is geschreven en getekend door Paul Geerts en gepubliceerd in De Standaard en Het Nieuwsblad van 28 september 1978 tot en met 8 februari 1979. De eerste albumuitgave in de Vierkleurenreeks was in juni 1979, met nummer 174.

## Personages
- Suske, Wiske, tante Sidonia, Lambik, Jerom, gouverneur Sardinas de Pilchardos, Verdello de Pico (secretaresse), werklieden, prinses Atlanta, René Rosseel (beeldhouwer van standbeeldje Suske en Wiske)

## Uitvindingen
De gyronef

## Locaties
- de kust van België, de Azoren, São Miguel, kratermeer Lagoa das Sete Cidades, Poseidopolis (de eeuwig verzwolgen hoofdstad van Atlantis) met paleis, een atelier in Leuven

## Het verhaal
Tijdens een verblijf aan de kust leest Lambik op het terras in de krant – tot zijn grote afgunst – dat Suske en Wiske binnenkort een standbeeld krijgen. Lambik wordt even later uitgenodigd door Sardinas de Pilchardos, de gouverneur van de Azoren, nadat Pilchardo's secretaresse Verdello de Pico op straat een foto van Lambik heeft gemaakt. In het kantoor van de gouverneur jaagt Lambik een inbreker weg. Pilchardos stelt voor om ook een standbeeld voor Lambik op te richten op São Miguel. De vrienden zien de inbreker even later opnieuw op het strand. Ze weten hem even te vangen, waarna de man opbiecht dat hij voor zijn inbraak werd betaald. De vrienden vertrekken met de expeditie. Tante Sidonia en Jerom blijven achter en zien dat er een kist met duikapparatuur is achtergebleven. Jerom vraagt zich af waar al deze apparatuur voor nodig is. 
Op het eiland begint de bouw van het standbeeld al snel. Lambik staat model voor de beeldhouwer die zijn hoofd maakt. De werkzaamheden worden echter door onbekenden gesaboteerd. De vrienden besluiten ’s nachts de wacht te houden, maar ondanks hun waakzaamheid is er die nacht weer een ontploffing. Dit is voor de lokale bevolking een teken, zij gaan naar de bouwplaats en eisen dat de werkzaamheden gestaakt worden, ze willen geen groot en ontsierend standbeeld op hun mooie eiland. ’s Nachts wordt Verdello de Pico ontvoerd, waarna de gouverneur besluit om de werkzaamheden inderdaad te staken. Lambik is zwaar teleurgesteld en gefrustreerd, maar voorkomt ondanks zijn wrok even later dat een groot rotsblok het dorp verwoest. Na deze heldendaad besluit de bevolking dat er toch een standbeeld voor Lambik mag komen en de werkzaamheden worden dus hervat. Verdello blijkt weer te zijn vrijgelaten.
Wiske vindt het gek dat er ’s nachts arbeiders verdwijnen met hun vrachtwagens met gedoofde lichten. Ze vraagt de volgende dag aan Verdello of zij weet wat dit te betekenen heeft, waarop Verdello ontwijkend reageert. Suske en Wiske verstoppen zich ’s nachts in de laadbak van een vrachtauto. Ze zien bij een meer hoe duikers het water in gaan. Ze waarschuwen Lambik dat de expeditie om zijn beeld te maken vermoedelijk een dekmantel is voor iets anders. Lambik neemt het niet serieus, waarop de kinderen besluiten om zelf op onderzoek te gaan. 
Suske en Wiske vinden op de bodem van het kratermeer een verzonken stad. Ze zien ook een gouden beker. Suske raakt bekneld onder neerstortende steenblokken, waarna een jong ogende vrouw hem bevrijdt. De kinderen volgen de vrouw naar haar paleis in Poseidopolis, de eeuwig verzwolgen hoofdstad van Atlantis. De vrouw vertelt dat ze prinses Atlanta is. Het eiland werd na een aardbeving door een vloedgolf opgeslokt en de prinses verloor haar smaragden muiltjes en haar blauwe hoofddoek. Hierdoor is de ene helft van het meer nu blauw, terwijl de andere helft ervan groen is. De andere overlevenden vertrokken met ruimteschepen naar een andere planeet, maar de prinses mag pas vertrekken als ze haar hoofddoek en muiltjes terugheeft. De kinderen beseffen dat de geheime expeditie ook op zoek is naar deze voorwerpen. 
Als de kinderen weer aan wal komen, worden ze door Verdello en haar handlangers gevangengenomen. Het standbeeld is intussen af. Verdello maakt Lambik wijs dat Suske en Wiske alweer met het vliegtuig naar huis zijn gegaan. Er zijn vanwege de onthulling van Lambiks standbeeld veel fotografen ter plekke. Verdello vraagt Lambik om naast zijn eigen standbeeld te poseren. Naast het standbeeld hebben Verdello en haar handlangers een poel groene zeep uitgesmeerd. Lambik valt een eind naar beneden, maar overleeft de aanslag. 
Lambik belt tante Sidonia op in het naastgelegen dorp, en hoort dat Suske en Wiske niet bij haar zijn. Op de terugweg kan hij net langs meerdere hindernissen rijden. Lambik vraagt Verdello om opheldering, maar wordt dan neergeslagen en bij Suske en Wiske opgesloten. De duikers komen intussen bij het paleis van Atlanta, die hen waarschuwt dat ze hen zal straffen als ze niet meteen weer vertrekken. De mannen weigeren en Atlanta laat de grond beven. Verdello besluit nu zelf te duiken, waarop Atlanta de hele verzonken stad laat instorten. De vulkaan barst uit en de omgeving wordt bedolven door lava en vuur. Verdello en haar drie handlangers vluchten naar het hoofd van Lambiks standbeeld. Een vloedgolf neemt de barak waar de vrienden gevangen zijn mee en ze kunnen ternauwernood ontsnappen doordat Jerom aankomt. De boeven worden op tijd gered en aan de politie uitgeleverd, voordat de berg met daarop het standbeeld van Lambik instort. 
Nu de vulkaanuitbarsting voorbij is duiken Suske, Wiske en Jerom duiken nog eenmaal naar de onderwaterstad. Ze zien dat de stad onder de lava bedolven is, als bescherming tegen ongenode gasten. De kinderen zien dat het meer nog altijd twee kleuren heeft en vragen zich af of dit ooit zal veranderen. Tante Sidonia komt met de gyronef om haar vrienden op te halen en Lambik neemt de neus van zijn standbeeld mee, het enige wat er nog van het beeld over is. De vrienden gaan gezamenlijk naar Leuven om het beeldje van Suske en Wiske te bekijken. Ze ontmoeten er René Rosseel.

## Achtergronden bij het verhaal
- Aan het einde van het verhaal bezoeken Suske, Wiske, Lambik, Jerom en Tante Sidonia beeldhouwer René Rosseel in diens atelier om het afgewerkte beeld van Suske en Wiske te bewonderen. In De adellijke ark een verhaal dat uitkwam kort na Het statige standbeeld, bekijken Suske en Wiske het beeld nogmaals, dit keer in de Antwerpse Zoo, waar het ook in het echt te bezichtigen valt.
- Dit is een van de S&W-verhalen waarin de zogeheten "vierde wand" wordt doorbroken. Als Lambik op albumpagina 29 denkt dat hij gaat sterven, richt hij een afscheidsgroet aan de lezers.